# Futbol modest
Futbol modest és una sèrie documental sobre el futbol de clubs modests, de barris o de poble. D'equips que un dia van formar part del futbol professional català i d'altres que sempre han estat amateur.
Durant els diferents capítols el documental es centra en els jugadors, empleats i seguidors d'aquests clubs modests per entendre la passió que tenen amb els seus equips.

## Episodis
| Episodi                             | Data original d'emissió | Clubs participants                                                                    |
| ----------------------------------- | ----------------------- | ------------------------------------------------------------------------------------- |
| 1. La vila contra el poble          | 24 gener de 2024        | Club Esportiu Europa i Unió Esportiva Sant Andreu                                     |
| 2. Pilota brava                     | 24 gener de 2024        | UE Cabanes (femení), Palamós CF, UE Figueres i UE Siurana                             |
| 3. Futbol de soca-rel               | 24 gener de 2024        | AEM Lleida, UE Lleida, CFJ Mollerussa i Terres de Lleida CF                           |
| 4. L'herència dels colors           | 24 gener de 2024        | CD La Cava, Atlètic Vilabella i FC Tàrraco                                            |
| 5. La lluita de tres històrics      | 21 febrer de 2024       | Club Esportiu Júpiter, Unió Esportiva de Sants i Futbol Club Martinenc                |
| 6. La revolució dels barris de dalt | 21 febrer de 2024       | Unió Atlètica d'Horta, Escola Esportiva Guineueta i Club de Futbol Muntanyesa         |
| 7. Arlequinats són els colors       | 21 febrer de 2024       | Centre d'Esports Sabadell Futbol Club i Club Esportiu Mercantil                       |
| 8. El cinturó creix                 | 21 febrer de 2024       | Centre d'Esports l'Hospitalet, Associació Esportiva Prat i Club Esportiu Sant Gabriel |
| 9. Futbol d'altura                  | 21 febrer de 2024       | Unió Esportiva Bossòst i Futbol Club Rialp                                            |